# Колесников, Георгий Яковлевич
Гео́ргий Я́ковлевич Коле́сников (13 апреля 1909 года, с. Белогорье, Амурской области — 19 ноября 1961 года, Ленинград) — советский военный деятель, полковник (1943 год).

## Начальная биография
Георгий Яковлевич Колесников родился 13 апреля 1909 году в селе Белогорье, которое ныне входит в состав городского округа Благовещенск.
В 1928 году окончил 10 классов средней школы в городе Свободный.

## Военная служба

### Довоенное время
8 ноября 1931 года призван в ряды РККА и направлен на учёбу в команду одногодичников в составе 3-го Верхнеудинского стрелкового полка (1-я Тихоокеанская стрелковая дивизия, ОКДВА), после окончания которой с ноября 1932 года в этом же полку служил на должностях командира стрелкового и учебного взводов. В марте 1936 года полк был преобразован в 117-й стрелковый со включением в состав 39-й Тихоокеанской стрелковой дивизии, где Колесников был назначен на должность командира стрелковой роты. В ноябре того же года переведён в штаб дивизии, где служил на должностях начальника топографической службы, помощника начальника и начальника оперативного отделения. Принимал участие в боевых действиях на озере Хасан.
В ноябре 1938 года назначен на должность начальника оперативного отделения штаба 1-й отдельной Владивостокской стрелковой бригады, в марте 1941 года — на должность заместителя начальника штаба 105-й стрелковой дивизии, а в мае — на должность начальника оперативного отделения штаба 69-й моторизованной дивизии (2-я Краснознамённая армия, Дальневосточный фронт).
В 1939 году вступил в ряды ВКП(б), а в 1941 году заочно окончил два курса Военной академии имени М. В. Фрунзе.

### Великая Отечественная война
С началом войны 69-я моторизированная дивизия была передислоцирована на запад в район города Валдай, где 17 июля была преобразована в 107-ю танковую, после чего через район Ржева направлена в район Корытно, Починок, после чего во время Смоленского сражения принимала участие в боевых действиях в ходе Духовщинской операции, в результате чего потеряла практически все танки, после чего 16 сентября преобразована в 107-ю мотострелковую дивизию.
Вскоре дивизия принимала участие в боевых действиях в ходе Вяземской, Калининской, Можайско-Малоярославецкой, Клинско-Солнечногорской оборонительной и наступательной, Калининской, Ржевско-Вяземской и Сычёвско-Вяземской наступательных операций.
12 января 1942 года дивизия была преобразована во 2-ю гвардейскую мотострелковую. В июне 1942 года Колесников назначен на должность начальника штаба этой же дивизии, которая вскоре после участия Ржевско-Сычёвской наступательной операции была преобразована в 49-ю гвардейскую стрелковую и выведена в резерв в район станции Лев Толстой. В декабре была передислоцирована на Сталинградский фронт, после чего принимала участие в ходе Котельниковской и Ростовской наступательных операций.
18 апреля 1943 года полковник Колесников назначен на должность командира 49-й гвардейской стрелковой дивизии, которая вскоре участвовала в Миусской, Донбасской и Мелитопольской наступательных операциях и битве за Днепр. В ходе боёв в районе Херсона 14 ноября был ранен, после чего лечился в госпитале.
После излечения 15 января 1944 года назначен на должность командира 24-й гвардейской стрелковой дивизии, которая вскоре принимала участие в ходе Крымской наступательной операции и в освобождении городов Евпатория, Саки и Севастополь. В июле дивизия была передислоцирована на 1-й Прибалтийский фронт, после чего вела наступательные боевые действия в ходе Шяуляйской операции.
С 18 июля 1944 года находился в распоряжении Главного управления кадров НКО и 28 октября направлен на учёбу на ускоренный курс при Высшей военной академии имени К. Е. Ворошилова, после окончания которого 15 марта 1945 года направлен на 1-й Белорусский фронт, где 26 апреля назначен на должность командира 89-й гвардейской стрелковой дивизии, которая участвовала в Берлинской наступательной операции.

### Послевоенная карьера
С 1 июня 1945 года полковник Колесников находился в распоряжении Военного совета Группы советских войск в Германии и 21 августа назначен на должность уполномоченного военного отдела по провинции округу Магдебург, Саксония-Анхальт Советской военной администрации в Германии, 6 февраля 1946 года — на должность заместителя по военным вопросам начальника Отдела комендантской службы управления советской военной администрации Мекленбург, в феврале 1947 года — на должность начальника управления военных кадров округа Штеттин, Мекленбург, а в мае 1948 года — на должность начальника Отдела комендантской службы и боевой подготовки управления советской военной администрации Мекленбург.
В декабре 1948 года направлен на учёбу в Высшую военную академию имени К. Е. Ворошилова, после окончания которой в январе 1951 года назначен на должность начальника оперативного отдела Оперативного управления Закавказского военного округа, а в марте 1953 года — на должность старшего преподавателя в Военной академии связи имени С. М. Будённого.
Полковник Георгий Яковлевич Колесников 23 августа 1957 года вышел в запас по болезни. Умер 19 ноября 1961 года в Ленинграде.

## Награды
- Два ордена Красного Знамени (01.10.1942, 30.04.1954);
- Орден Кутузова 2-й степени (17.09.1943);
- орден Отечественной войны 1-й степени (09.03.1943);
- Два ордена Красной Звезды (13.01.1942, 05.11.1946);
- Орден «Знак Почёта» (24.06.1948);
- Медали.